# Енот ракояд
Енотът ракояд (Procyon cancrivorus) е хищник от семейство Енотови, населяващ блатистите и гъсто-обрасли области на Централна и Южна Америка (включително и в Тринидад и Тобаго). Среща се от южните части на Коста Рика, в повечето области източно от Андите, до северните части на Аржентина и Уругвай.

## Описание
На тегло енотът ракояд варира между 2 и 12 kg. На външен вид прилича на родствения му американски енот и е с подобни размери, но заради по-късата си козина изглежда по-дребен и елегантен. 
Мъжките са обикновено по-едри от женските. Дължината на главата и тялото на тези еноти е между 41 и 60 cm, а на опашката – от 20 до 40 cm. Височината при плешката е около 23 cm.

## Начин на живот и хранене
Предпочитаната храна на животното са раците, вкл. омари, както и редица други ракообразни, откъдето идва името му, но яде и малки земноводни, яйца на костенурки и плодове; проявява склонност към всеядност.

## Разпространение и размножаване
Енотите-ракояди са единаци и са нощни животни. Най-често могат да бъдат открити покрай вътрешни водоеми: езера, реки и потоци, въпреки че са забелязвани и далеч от водата през определени периоди от годината. Много рядко навлизат в гъстите дъждовни гори, а по-често са в ляносите и вечнозелени гори.
Малките се раждат между юли и август, обикновено до 3 в котило. Тенденцията в световната популация е на намаляване на числеността, но видът е незастрашен от изчезване, предвид широкото си разпространение в Южна Америка, макар и рядък в някои части от ареала си и неадаптивен към урбанизираните му части. Все пак заплаха за него има – ловуването му за кожи и одомашняване.

## Подвидове
- P. c. cancrivorus
- P. c. aequatorialis
- P. c. nigripes
- P. c. panamensis

## Галерия
- Енот ракояд в Национален парк Мануел Антонио, Коста Рика
- С кафява окраска и по-малка „маска“ на лицето.